# Leal Legião Lusitana

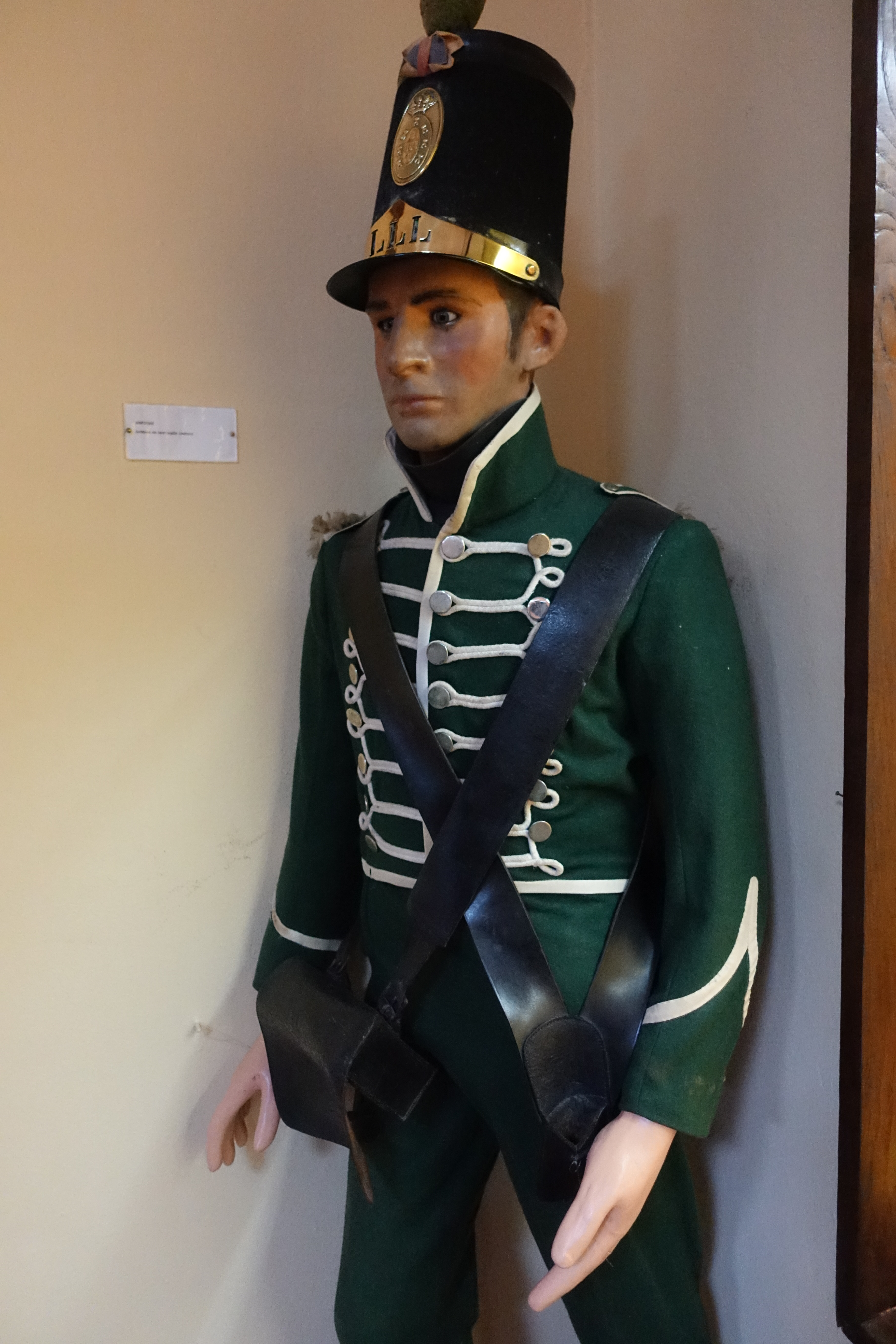
Integrante da LLL no acervo do Museu Militar do Buçaco.

A Leal Legião Lusitana (LLL), ocasionalmente também referida como Leal Legião Portuguesa, foi um corpo de voluntários constituído por Portugueses exilados em Inglaterra que, no contexto da Guerra Peninsular, combateu os invasores franceses.

## História
Com o apoio do Governo Britânico, foi formado por iniciativa dos coronéis do Exército Português, José Maria de Moura e Carlos Frederico Lecor, na cidade de Plymouth, em julho de 1808.
Desembarcou no Porto em setembro do mesmo ano. Entre 1808 e 1811, integrada no Exército Anglo-Luso, combateu as tropas de Napoleão Bonaparte, tanto em solo de Portugal como no da Espanha. Entre outros combates, esteve presente nas batalhas do Buçaco e de Talavera de la Reina.
Além de portugueses, o corpo incluía ainda militares britânicos (inclusive o seu comandante, o coronel Sir Robert Wilson), 26 suíços, 63 alemães e 15 piemonteses desertores do exército napoleónico.
A LLL foi extinta a 4 de maio de 1811, tendo os seus batalhães sido transformados em batalhões regulares de caçadores do Exército Português.

## Organização
A LLL estava organizada como um regimento de infantaria ligeira, reforçado como uma bataria de artilharia, compreendendo:
- Estado-maior
- 1º Batalhão
- 2º Batalhão
- Corpo de Artilharia.

Cada batalhão incluía 10 companhias e cerca de 1000 militares. O Corpo de Artilharia consistia numa bataria com seis peças e cerca de 80 militares. No total, o efeito da LLL ascendia a cerca de 2200 homens.
Quando foi extinta, o seu 1º Batalhão foi transformado no Batalhão de Caçadores Nº 7 e o seu 2º Batalhão no Batalhão de Caçadores Nº 8. Com o restante pessoal da LLL foi ainda organizado o Batalhão de Caçadores Nº 9.

## Fardamento
O fardamento da LLL, fornecido pelos britânicos, era semelhante ao das tropas de infantaria ligeira do Exército Britânico. A cor da farda era verde, uma vez que essa era a cor simbólica da Casa de Bragança. Os militares usavam uma barretina tendo na frente uma chama com a sigla "LLL".